# Filippi

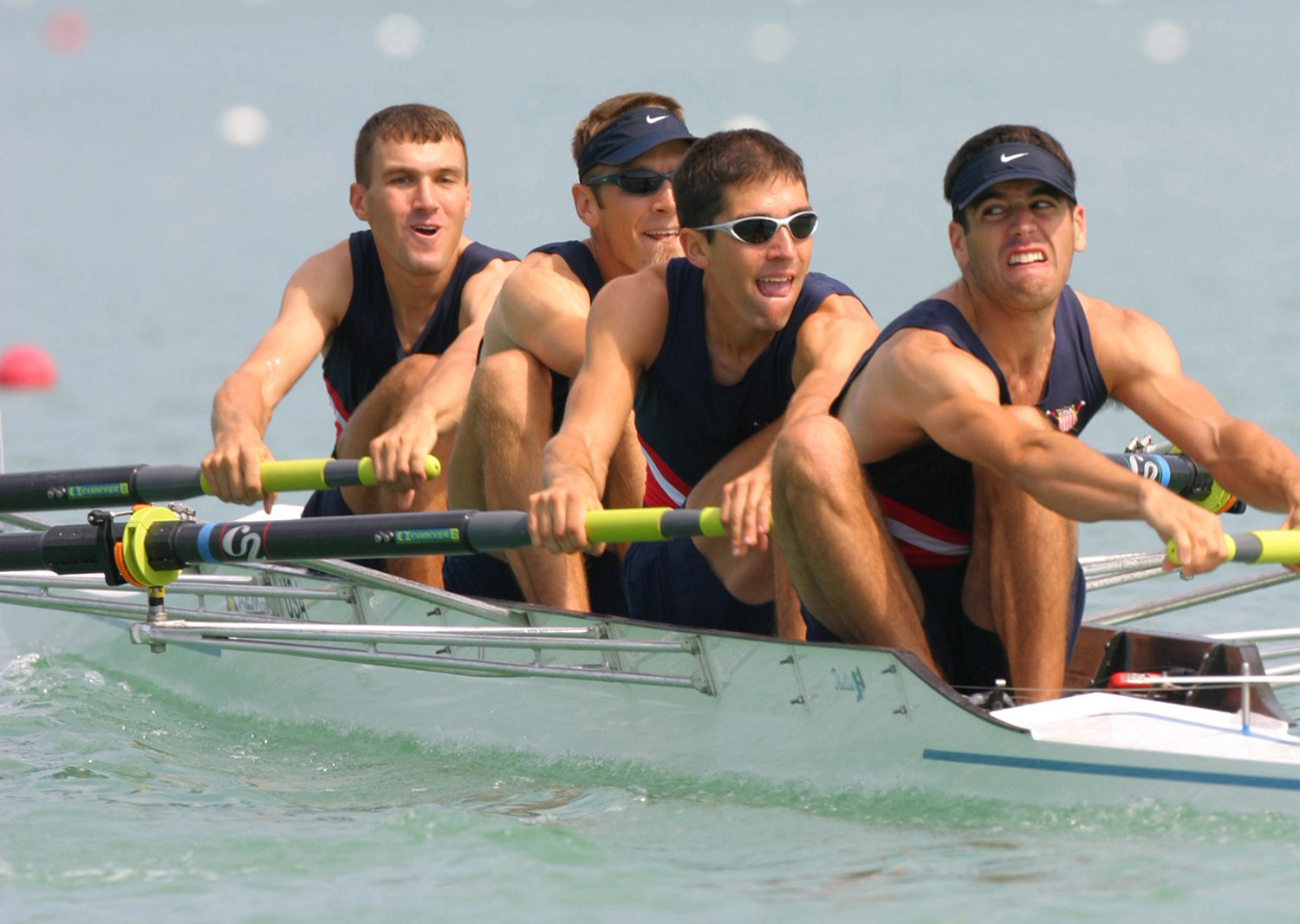
Cuatro sin ligero de los EE. UU. en los Campeonatos del mundo de remo de 2003

Filippi es una fábrica italiana especializada en la producción de botes de remo de competición. Fundada en 1980 por Filippi Lido, la empresa se ha consolidado como una de las principales marcas en las competiciones de remo a nivel mundial.
La sede de Filippi se encuentra en Donoratico, en la provincia de Livorno, Italia, y emplea a aproximadamente 50 técnicos. La fábrica produce más de 700 botes al año, los cuales son distribuidos a numerosas federaciones nacionales de remo en todo el mundo. Aunque inicialmente la producción se realizaba en madera, actualmente los botes se construyen utilizando fibra de carbono con una estructura de nido de abeja, caracterizados por su color blanco con una línea azul en el costado. También están disponibles en otros colores como verde y rojo.
En las últimas dos décadas, los equipos que han competido con botes Filippi en campeonatos mundiales y Juegos Olímpicos han obtenido más de 400 medallas.